# Ypso
Ypso France est une holding détenue par le groupe multinational Altice.  
Elle était par l'entreprise britannique de capital-investissement Cinven, par l'entreprise américaine de capital-investissement Groupe Carlyle et le câblo-opérateur luxembourgeois Altice. Ypso France était l'actionnaire de référence du groupe de télévision par câble Numericable. Cinven se désengage intégralement d'Ypso France en mars 2016.

## Actionnariat
Ypso Holding était une filiale détenue à 35 % par Cinven, à 35 % par Carlyle Group et à 30 % par Altice.

## Entités commerciales
Ypso France était principalement l'actionnaire de référence du groupe de télévision par câble Numericable, marque qui a remplacé celles des principaux câblo-opérateurs français rachetés dans les années 2002 à 2007 :
- France Télécom Câble, ancienne filiale du groupe France Télécom, anciennement présent sous les marques « France Télécom Câble », « Modulonet » et « Câble Wanadoo ».
- NC Numericable, ancienne filiale du groupe Canal+, présente sous l'unique marque « NC Numericable » qui en 2005 est devenu Numericable.
- SemNet, groupe SEM « Câble de l'est » qui exploitait le réseau de l'Est de la France.
- EstVideo.com, également spécialisé dans les régions de l'Est (Alsace).
- TDF Câble, groupe chargé de la construction et de l'exploitation de réseaux câblés dans toute la France
- UPC France, exploitant les marques UPC France et Noos en France, principalement en région parisienne et en Rhône Alpes. Ces marques sont respectivement d'anciennes filiales d'UGC/Liberty Global d'une part et de Suez d'autre part.

Ces sociétés ont fusionné sous la marque Numericable après leur rachat par Ypso.
Une ambigüité réside quant à la réelle fusion des entités juridiques. En effet, les anciens clients UPC-Noos demeurent gérés et facturés par Noos SA, le restant étant géré par la société Numericable SAS.
En octobre 2006, « Noos-Numericable » est la marque choisie pour la commercialisation des offres Noos, Numericable et UPC France.
Début 2007, Est vidéo devient « EstVidéo-Numericable ».
Le 12 juillet 2007, la marque Noos disparaît, et le groupe garde pour seule marque commerciale « Numericable » (hors EstVidéo-Numericable), remplacée plus tard par la marque SFR.
Septembre 2007 : rachat de Completel, opérateur télécom pour entreprises.